# Stirellus illustrata
Stirellus illustrata är en insektsart som beskrevs av William Lucas Distant 1918. Stirellus illustrata ingår i släktet Stirellus och familjen dvärgstritar. Inga underarter finns listade i Catalogue of Life.